# 酒井ヨヲスケ
酒井 ヨヲスケ（さかい ヨヲスケ、1981年8月2日 - ）は、日本の俳優、映画監督。奈良県出身。五條高等学校卒業。

## 出演作品

### テレビドラマ
- 土曜スペシャル・安倍晋三物語（テレビ東京）

### 映画
- 実録・連合赤軍 あさま山荘への道程 （2008年） - 佐藤隆信
- B-ON〜美女木兄弟戦争篇〜（2010年） - 設楽飛雄
- B-ON〜不良全滅篇〜（2012年） - 設楽飛雄
- 学忍（2010年）
- ブラックスクール裏黒（2011年）
- デスヤンキー中坊篇（2011年） - 赤星銀河
- デスヤンキー高校生篇（2011年） - 赤星銀河
- デスヤンキー死闘篇 - 赤星銀河
- 手にとって - 清水正（主演）
- ランナーズ・ハイ - 左藤あたる（主演）

### バラエティ・教養番組他
- 爆笑問題のバク天フレンズ

### CM
- ゼノンコミックス
- NTTドコモ
- 明治製菓「アーモンドチョコ」
- キリンビール
- GROP
- ソニー・コンピュータエンタテインメントPSP「みんなのテニス」
- 雇用促進事業会あつまるくん

### 他
- JOYサウンド分岐ドラマCHOICE「山下君の人生最悪？の一日」